# Palombara Sabina, Lazio
Palombara Sabina är en ort och kommun i storstadsregionen Rom, innan 2015 provinsen Rom, i regionen Lazio i Italien. Kommunen hade 13 178 invånare (2018).
Staden har anor från 1000-talet e.Kr. Bland stadens sevärdheter återfinns kyrkorna Santa Maria Annunziata, med målningen Bebådelsen, som tillskrivs Antoniazzo Romano, och San Giovanni in Argentella samt Castello Savelli Torlonia. I San Giovanni in Argentella finns en rad fresker från medeltiden.

## Frazioni
Palombara Sabina består av två frazioni: Cretone och Stazzano.

## Bilder
| - Interiören till kyrkan San Giovanni in Argentella. - Madonna del Latte. Fresk i kyrkan San Giovanni in Argentella. - Castello Savelli Torlonia. |